# Солнечна сільська рада (Первомайський район)
Со́лнечна сільська рада (рос. Солнечный сельский совет) — сільське поселення у складі Первомайського району Алтайського краю Росії.
Адміністративний центр та єдиний населений пункт — село Солнечне.

## Населення
Населення — 588 осіб (2019; 388 в 2010, 364 у 2002).